# الرومانية الكاثوليكية في هولندا

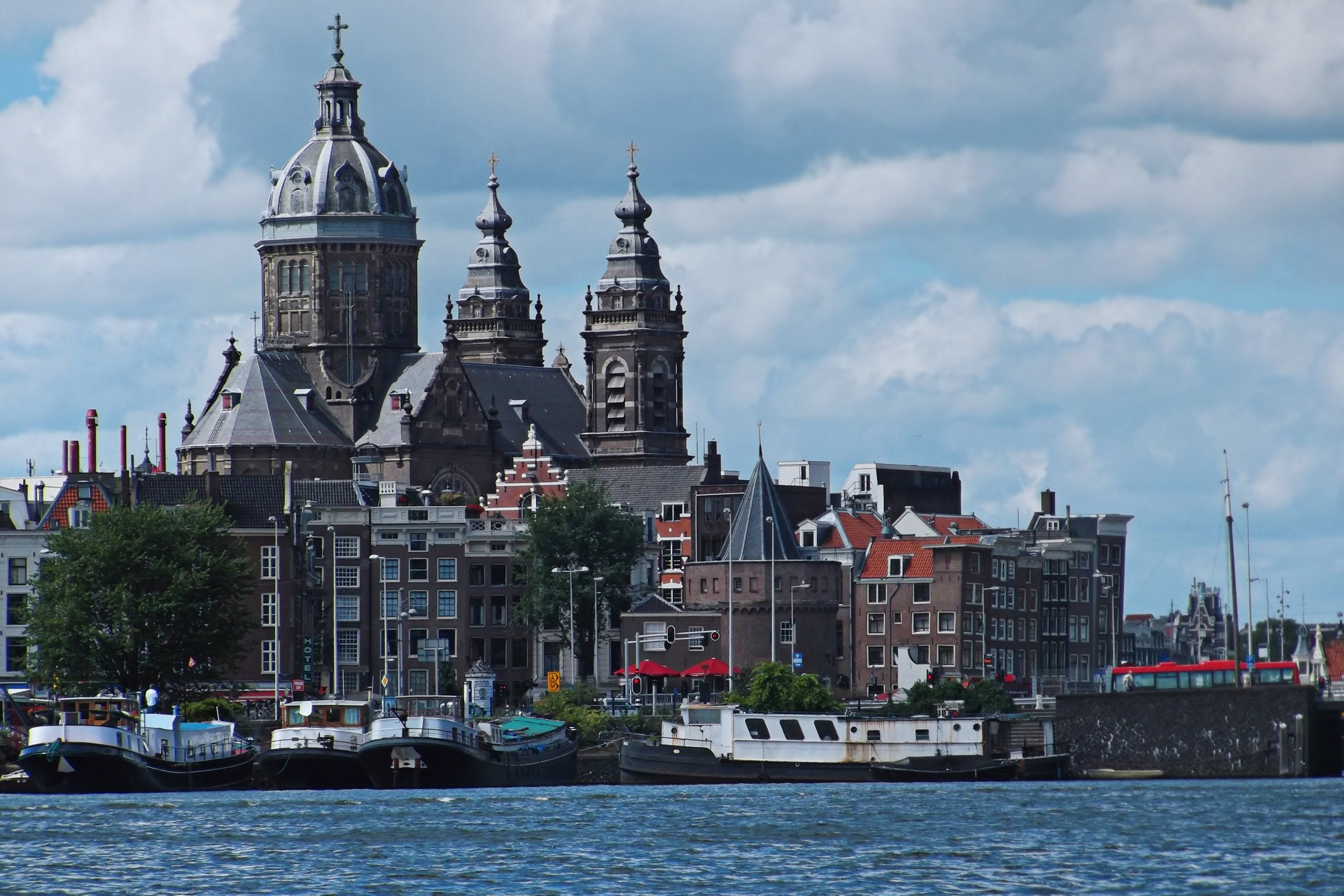
كنيسة القديس نيكولاس في مدينة أمستردام.

حاليًا، الكنيسة الرومانية الكاثوليكية هي الطائفة الأكبر في هولندا، وتشكل نحو 24% من الشعب الهولندي في عام 2011، مقارنًة ب40% في سنة 1970. معظم الكاثوليك يعيشون في المحافظات الجنوبيّة من شمال برابنت وليمبورخ، حيث يٌشّكلون غالبية السكان. تاريخيًا تعد كل من محافظة شمال برابنت وليمبورخ مناطق كاثوليكية في الغالب، وبالتالي بعض الناس في هذه المحافطات ما زال يستخدمون مصطلح كاثوليكي كقاعدة لهويتهم الثقافية بدلاً من أن تكون الهوية الدينية. بالنسبة للبعض أن تكون كاثوليكيًا تعني أن تكون جزء حيوي من الثقافة المحلية المشبعة في الكاثوليكية دون العيش بالضرورة في الالتزام الديني. يظهر ذلك في الذهاب إلى الكنيسة في الأعياد الدينية والمناسبات الاجتماعية والعائلية مثل حفلات الزفاف والعمادة والجنازة وحمل أسماء مسيحية وممارسة طقوس مثل العماد وأول قربانة والأسرار السبعة المقدسة والاحتفال في الأعياد المسيحية خاصًة العائلية منها مثل عشية عيد الميلاد وتلوين بيض عيد الفصح وزيارة قبور الأقارب (خاصًة في يوم الموتى) والمشاركة في التطوافات الدينية مثل تطوافات الأسبوع المقدس و الكرنفال أو عادة الصيام عن اللحوم يوم الجمعة.
وفقًا لبحث يعود لعام 2007، يعتبر حوالي 27% من الكاثوليك في هولندا أنفسهم ألوهيين، في حين أن 55% هم ربوبيين، و17% كانوا لاأدريين أو ملحدين. ما يزال كثير من الهولنديين يعتبر نفسه «كاثوليكي»، لكن يتم استخدام المصطلح في بعض التقاليد كأساس للهوية الثقافية، بدلاً من الهوية الدينية. وفقًا لدراسة نشرها مركز بيو للأبحاث عام 2017 تحت عنوان خمسة عقود بعد الإصلاح تبين أنَّ 13% من الكاثوليك الهولنديين قال أن للدين أهميَّة كبيرة في حياتهم، وقال 17% من الكاثوليك الهولنديين أنه يُداوم على الصلاة يوميًا، وقال 5% من الكاثوليك الهولنديين أنه يتردد على حضور القداس في الكنيسة على الأقل مرة في الأسبوع. ووجدت الدراسة أنه على الرغم من تاريخ الصراع والانقسام الكاثوليكي والبروتستانتي؛ قال حوالي 97% من الكاثوليك الهولنديين أنهم مستعدين لتقبل البروتستانت كأفراد داخل عائلتهم، وقال 76% من الكاثوليك الهولنديين أنهم يعرفون أفراد من البروتستانت.
من أبرز الشخصيات الهولندية الكاثوليكية كان أدريان السادس وهو أول هولندي يرأس الكرسي الرسولي في الفترة من عام 1522 حتى موته. بالإضافة إلى دسيدريوس إراسموس وهو فيلسوف هولندي، من رواد الحركة الإنسانية في أوروبا، ومن الخدمات التي أسداها للتعليم علاوة على نشره الكتب التربوية اتصاله المباشر بالطلبة والمراسلات الشخصية وقد تناول في مؤلفاته معظم مظاهر التربية وقضاياها الهامة مثل الطريقة والمحتوى وآداب الطفولة وتعليم اللغة.